# Paya Bakung
Paya Bakung is een bestuurslaag in het regentschap Deli Serdang van de provincie Noord-Sumatra, Indonesië. Paya Bakung telt 10.563 inwoners (volkstelling 2010).